# 交界處俯瞰 (亞利桑那州)
交界處俯瞰（英語：Junction Overlook）是位於美國亞利桑那州阿帕契縣的一個非建制地區。該地的面積和人口皆未知。

## 地理
交界處俯瞰的座標為36°08′14″N 109°29′34″W / 36.13722°N 109.49278°W，而該地的平均海拔高度為1849米（即6066英尺）。